# Juventina Gela Calcio 1988-1989
Questa voce raccoglie le informazioni riguardanti la Juventina Gela Calcio nelle competizioni ufficiali della stagione 1988-1989.

## Rosa
| N. |                   | Ruolo | Calciatore          |
| -- | ----------------- | ----- | ------------------- |
|    | Italia (bandiera) | D     | Guido Angelozzi     |
|    | Italia (bandiera) |       | Bonincontro         |
|    | Italia (bandiera) | P     | Giuseppe Cerri      |
|    | Italia (bandiera) | P     | Mario Ciaramitaro   |
|    | Italia (bandiera) | D     | Marco Comandatore   |
|    | Italia (bandiera) | C     | Gianluigi Di Mauro  |
|    | Italia (bandiera) | A     | Roberto Di Stefano  |
|    | Italia (bandiera) | C     | Emanuele Docente    |
|    | Italia (bandiera) | A     | Giorgio Fecarotta   |
|    | Italia (bandiera) | C     | Emanuele Ferrigno   |
|    | Italia (bandiera) |       | Florida             |
|    | Italia (bandiera) | D     | Giuseppe Fornaciari |
|    | Italia (bandiera) | C     | Angelo Galfano      |

| N. |                   | Ruolo | Calciatore        |
| -- | ----------------- | ----- | ----------------- |
|    | Italia (bandiera) | C     | Giovanni Grande   |
|    | Italia (bandiera) | A     | Antonio Guarino   |
|    | Italia (bandiera) | D     | Pietro Infantino  |
|    | Italia (bandiera) | C     | Biagio Lavinio    |
|    | Italia (bandiera) | P     | Licata            |
|    | Italia (bandiera) | C     | Rocco Pausata     |
|    | Italia (bandiera) |       | Pistritto         |
|    | Italia (bandiera) | A     | Giacomo Rizzari   |
|    | Italia (bandiera) | C     | Francesco Runza   |
|    | Italia (bandiera) | C     | Giuseppe Satorini |
|    | Italia (bandiera) |       | Scerra            |
|    | Italia (bandiera) | D     | Roberto Zuppardo  |